# 미국 북부 육군
미국 북부 육군(United States Army North (ARNORTH)), 옛 미국 제5군은 미국 북부사령부의 육군근무구성사령부이다. 북부 육군 사령관은 포트 샘 휴스턴과 캠프 불리스의 선임 지휘관을 맡는다. 표어는 "In Peace Prepare for War→평화로울 때 전쟁을 준비한다."

## 역사

### 제2차 세계 대전

제5군의 어깨 소매 인식표(SSI) 초기 디자인

제5군은 한참 북아프리카 전역이 진행중인 1942년 12월 1일에 프랑스령 모로코, 우지다에서 횃불 작전을 위한 부대로 구상되어, 지휘관으로 지명된 마크 웨인 클라크 중장의 방침에 따라 1943년 1월 5일에 창설되었다.
9월 9일, 영국 제10(X)군단과, 미국 제36, 45보병, 82공수사단을 이끌고 유럽 침공을 위한 첫 발딛음을 위해 이탈리아 살레르노에서 20 마일 (32 km) 떨어진 남부 해안에 상륙하였다.
1944년 12월 16일, 클라크 중장이 제15군집단 사령관으로 취임하여 옮기고, 루시언 K. 트루스코트 Jr. 중장이 제5군 사령관으로 취임하였다.
제2차 세계 대전의 존전한 뒤, 본토로 돌아와서 1945년 10월 2일에 매사추세츠주, 캠프 마일스 스탠디시에서 해산하였다.

### 냉전
해산한지 얼마되지 않은 1년이 지난 1946년 6월 11일에 일리노이주 시카고에서 재소집되어, 포트 샘 휴스턴에 본부를 차렸다.
1957년 1월 1일, 제5군을 포함한 모든 야전군에 "미국(United States)" 국가명칭이 추가되었다.
1971년 6월 30일, 포트 셰리던으로 옮겨가서 제4군을 병합하였다. 더욱 커진 제5군은 아칸소, 일리노이, 인디애나, 이아오와, 캔자스, 루이지애나, 미시간, 미네소타, 미저리, 네브래스카, 뉴 맥시코, 오클라호마, 텍사스, 위스콘신의 총 14개 미국 본토 동부 주를 담당하였다. 제6군이 서부의 주를 맡아 함께 미국 본토의 방위임무를 수행하였으며, 1983년에 절반인 8개 주로 줄어들었다.

### 북부 육군
2004년 9.11 테러를 계기로 시작된 테러와의 전쟁은 제5군에 새로운 임무를 던져주었다. 북부 사령부의 육군 근무 구성 사령부 중 하나로서 미국 본토의 향토 방위와 민간과의 연계된 방위 지원을 제공하는 것이다. 2005년 9월부터 이듬해 2006년 10월까지의 준비 과정을 거쳐, 제5군은 북부 육군으로 변화하였다. 그리고 2008년 10월에는 "JTF 노스"와 민간과의 연계를 위한 "JTF 민간지원"가 창설되었다.

## 편성

### 현재
- 본부 및 본부대대
  - 제323군악대 "포트 샘의 군악대(Fort Sam's Own)"
- 제3원정지원사령부
- 제167전구지원사령부 - 앨라배마 육군 국가방위군 (ALNG)
- 제263육군방공미사일방어사령부 - 사우스캐롤라이나 육군 국가방위군 (SCNG)
- 제4보병사단 지원여단 - 포트 카슨
- 제505군사정보여단 - (예비군)
- 제63원정통신대대(제35통신여단) - 포트 스튜어트
- 국방협력부대 (DCE)
- 민간지원훈련처 (CSTA)
- 긴급사태준비연락관 (Emergency Preparation Liaison Officers) (예비군)
- 태스크 포스
  - TF 46 / 제46헌병사령부 - 미시간주, 랜싱
  - TF 51
  - TF 76 / 제76작전대응사령부 - 유타주, 솔트레이크시티
  - JTF 민간지원 (상설) - 버지니아주 랭글리-유스티스 합동기지
  - JTF 노스 - 텍사스주 포트 블리스

### 1999년 6월 4일
- 제7보병사단
- 제75보병사단
- 제91사단 (훈련 지원)

### 1944년 8월
- 상위부대: 제15군집단
- 지휘관: 중장 마크 W. 클라크

- 미국 제2군단 - 소장 조프리 키예스
  -  미국 제34보병사단 - 소장 찰스 L. 볼테
  -  미국 제88보병사단 - 소장 존 E. 슬로언
  -  미국 제91보병사단 - 소장 리브시
- 미국 제4군단 - 소장 윌리스 D. 크리텐버거
  -  남아프리카 제6기갑사단 - 소장 에버드 풀
  -  미국 제85보병사단 - 소장 존 B. 커틀러
  -  브라질 원정군 - 소장 주앙 바프치스타 마스카레냐스 지 모라이스
  -  미국 제442보병연대
- 영국 제8군단 - 중장 시드니 커크먼
  -  영국 제1보병사단 - 소장 찰스 로웬
  -  영국 제6기갑사단 - 소장 호라티우스 뮤레이
  - 인도 제8사단 - 소장 두들리 러셀
- 군집단 예비대
  -  미국 제1기갑사단 - 소장 V. E. 프리차드

## 역대 지휘관
| #    | 사진 | 성명                                                   | 취임일           | 이임일           | 비고                               |
| ---- | ---- | ------------------------------------------------------ | ---------------- | ---------------- | ---------------------------------- |
| 초대 |      | 중장 Mark W. Clark 마크 웨인 클라크                    | 1943년 1월 5일   | 1944년 12월 15일 | 제2차 세계 대전 야전군 창설        |
| 2.   |      | 중장 Lucian K. Truscott, Jr 루시언 K. 트루스코트 Jr.   | 1944년 12월 16일 | 1945년 10월 2일  | 제2차 세계 대전 야전군 해산        |
| 3.   |      | 중장 Walton Walker 월턴 워커                           | 1946년 6월 11일  | 1948년 8월 11일  | 야전군 재소집                      |
| 대리 |      | 중장 Manton Sprague Eddy 매턴 S. 에디                  | 1948년 8월 12일  | 1948년 10월 19일 |                                    |
| 4    |      | 중장 Stephen J. Chamberlin 스테판 챔버린               | 1948년 10월 20일 | 1951년 12월 31일 |                                    |
| 대리 |      | 소장 Albert Cowper Smith 앨버트 C. 스미스              | 1952년 1월 1일   | 1952년 7월 16일  |                                    |
| 5    |      | 중장 William Benjamin Kean 윌리엄 B. 킨                | 1952년 7월 17일  | 1954년 9월 30일  |                                    |
| 6    |      | 중장 Hobart Raymond Gay 호버트 R. 게이                 | 1954년 10월 4일  | 1955년 8월 20일  |                                    |
| 대리 |      | 소장 Phillip DeWitt Ginder 필립 드윗 긴더              | 1955년 8월 21일  | 1955년 10월 31일 |                                    |
| 7    |      | 중장 William Howard Arnold 윌리엄 H. 아놀드            | 1955년 11월 1일  | 1960년 12월 31일 |                                    |
| 8    |      | 중장 Emerson Leroy Cummings 에머슨 L. 커밍스           | 1961년 1월 1일   | 1962년 3월 31일  |                                    |
| 대리 |      | 소장 Lloyd Roosevelt Moses 롤로이드 R. 모스            | 1962년 4월 1일   | 1962년 5월 24일  |                                    |
| 9    |      | 중장 John Knight Waters 존 나이트 워터스               | 1962년 5월 25일  | 1963년 1월 31일  | Subsequently promoted to General   |
| 10   |      | 중장 Charles Granville Dodge 찰스 G. 닷지              | 1963년 2월 1일   | 1966년 3월 31일  | Promoted from MG to LTG, 26 Feb 63 |
| 대리 |      | 소장 Joseph Edward Bastion, Jr. 조지프 E. 바스티온 Jr. | 1966년 4월 1일   | 1966년 4월 10일  |                                    |
| 11   |      | 중장 John Hersey Michaelis 존 H. 마이켈리스            | 1966년 4월 11일  | 1969년 1월 22일  | Subsequently promoted to General   |
| 12   |      | 중장 Vernon Price Mock 버넌 P. 모크                    | 1969년 1월 28일  | 1971년 6월 30일  | Subsequently promoted to General   |
| 13   |      | 중장 George Vernon Underwood, Jr. 조지 V. 언더우드 Jr. | 1971년 7월 1일   | 1971년 9월 19일  | Subsequently promoted to General   |
| 14   |      | 중장 Patrick Francis Cassidy 패트릭 F. 케시디          | 1971년 9월 20일  | 1973년 9월 30일  |                                    |
| 15   |      | 중장 George Phillip Seneff, Jr. 조지 P. 세네프 Jr.     | 1973년 10월 1일  | 1974년 30월 6일  |                                    |
| 16   |      | 대장 John Joseph Hennessey 존 J. 헤네시                | 1974년 7월 1일   | 1974년 11월 24일 | 1974년 11월 15일, 대장으로 승진    |
| 대리 |      | 소장 Donald Volney Rattan 도널드 V. 라탄               | 1974년 11월 25일 | 1975년 3월 24일  |                                    |
| 17   |      | 중장 Allen Mitchell Burdett, Jr. 알렌 M. 버뎃 Jr.      | 1975년 3월 25일  | 1978년 6월 30일  |                                    |
| 18   |      | 중장 William Burns Caldwell, III 윌리엄 B. 캐드웰 3세  | 1978년 7월 1일   | 1980년 8월 28일  |                                    |
| 19   |      | 중장 John Rutherford McGiffert 존 R. 맥기퍼트          | 1980년 7월 29일  | 1983년 1월 30일  |                                    |
| 20   |      | 중장 Edward Allen Partain 에드워드 A. 파타인           | 1983년 1월 31일  | 1985년 1월 30일  |                                    |
| 21   |      | 중장 Louis Charles Menetrey 루이스 C. 메네트리         | 1985년 1월 31일  | 1987년 5월 28일  | Frocked as he relinquished command |
| 22   |      | 중장 William Henry Schneider 윌리엄 H. 슈네이더        | 1987년 5월 29일  | 1989년 9월 11일  |                                    |
| 23   |      | 중장 George Raymond Stotser 조지 R. 스토처             | 1989년 9월 12일  | 1991년 7월 26일  |                                    |
| 대리 |      | 소장 Donald E. Eckelbarger 도널드 E. 아이켈배거        | 1991년 7월 27일  | 1991년 9월 29일  |                                    |
| 대리 |      | 준장 F. J. Walters F. J. 워터스                        | 1991년 9월 30일  | 1991년 10월 15일 |                                    |
| 대리 |      | 소장 W. Bruce Moore W. 브루스 무어                     | 1991년 10월 16일 | 1991년 11월 13일 |                                    |
| 24   |      | 중장 Neal T. Jaco 넬 T. 자코                           | 1991년 11월 14일 | 1994년 2월 27일  |                                    |
| 25   |      | 중장 Marc A. Cisneros 맥 A. 시스네로스                 | 1994년 2월 28일  | 1996년 7월 19일  |                                    |
| 26   |      | 중장 Joseph W. Kinzer 조지프 W. 킨저                   | 1996년 7월 19일  | 1998년 7월 24일  |                                    |
| 27   |      | 중장 Robert F. Foley 로버트 F. 폴리                    | 1998년 8월 12일  | 2000년 8월 11일  |                                    |
| 28   |      | 중장 Freddy E. McFarren 프레디 E. 맥파렌               | 2000년 8월 11일  | 2003년 8월 7일   |                                    |
| ?    |      |                                                        | 200?년 ?월 ?일   | 2006년 10월 16일 |                                    |

| #    | 사진 | 성명                                      | 취임일           | 이임일         | 비고                |
| ---- | ---- | ----------------------------------------- | ---------------- | -------------- | ------------------- |
| 초대 |      | 중장                                      | 2006년 10월 16일 | 200?년 ?월 ?일 |                     |
|      |      | 중장 Jeffrey S. Buchanan 제프리 S. 부차난 | ?                | 2019년 7월 8일 |                     |
|      |      | 중장 Laura J. Richardson 로라 리처드슨    | 2019년 7월 8일   | 임기중         | 첫 번째 여성 사령관 |

## 기록

### 계보
- 1942년 12월 1일, Headquarters and Headquarters Company, Fifth Army
정규군 배정.
→제5군, 본부 및 본부중대
- 1957년 1월 1일, Headquarters and Headquarters Company, Fifth United States Army
→미국 제5군, 본부 및 본부중대
- 2006년 10월 16일, Main Command Post and operational elements Headquarters, United States Army North
→미국 북부 육군, 주 지휘소 및 작전부대본부
- 201?년, Headquarters and Headquarters Battalion, United States Army North
→미국 북부 육군, 본부 및 본부대대

### 전역
| 스트리머                   | 내역                                                              |
| -------------------------- | ----------------------------------------------------------------- |
| 제2차 세계 대전, 유럽 전구 | - 나폴리-포기아 - 안지오 - 로마-아르노 - 북아펜니노산맥 - 포 계곡 |

### 장식
| 스트리머          | 기간          |
| ----------------- | ------------- |
| 육군 우수부대표창 | 2001년-2004년 |

## 참고
1. ↑  “Former Fifth United States Army Commanders” (영어). Fifth Army Public Affrias. 2004년 9월 5일에 원본 문서에서 보존된 문서. 2020년 3월 3일에 확인함.
2. ↑  “U.S. Army North conducts change of command July 8” (영어). San Antonio, TX: Joint San Antonio Public Affairs. U.S. Army North Public Affairs. 2019년 6월 27일. 2019년 11월 27일에 확인함.
3. ↑  “U.S. Army North gets its first female commander | ESPN San Antonio” (영어). Espnsa.com. 2019년 7월 11일에 확인함.[깨진 링크(과거 내용 찾기)]

- Peter D. Crean (2013년 3월 29일). “Main Command Post and operational elements Headquarters, United States Army Notrth” (영어). 미국 육군 역사관. 2014년 10월 6일에 원본 문서에서 보존된 문서. 2014년 10월 5일에 확인함.
- “Fifth US Army” (영어). GlobalSecurity.org. 2014년 10월 5일에 확인함.
- “US Army North (USARNORTH)” (영어). GlobalSecurity.org. 2014년 10월 5일에 확인함.